# Marvin Rettenmaier
Marvin Guido Rettenmaier (* 10. September 1986 in Leonberg) ist ein deutscher professioneller Pokerspieler.
Rettenmaier hat sich mit Poker bei Live-Turnieren knapp 7,5 Millionen US-Dollar erspielt und gehört damit zu den erfolgreichsten deutschen Pokerspielern. Er ist zweifacher Titelträger der World Poker Tour und gewann 2012 das High Roller der European Poker Tour. Der Deutsche wurde 2012 vom Global Poker Index als European Player of the Year ausgezeichnet und stand 2013 für insgesamt 18 Wochen an der Spitze der Pokerweltrangliste.

## Persönliches
Rettenmaier machte einen Bachelor in Betriebswirtschaftslehre. Er lebt in London.

## Pokerkarriere

### Werdegang
Rettenmaier begann 2007 mit Poker. Er spielt auf der Onlinepoker-Plattform PokerStars unter dem Nickname Ron Jovi 7.
Seine erste Geldplatzierung bei einem Live-Turnier erzielte Rettenmaier im Dezember 2009 in der Spielbank Wiesbaden. Der Deutsche war im Juni 2010 erstmals bei der World Series of Poker im Rio All-Suite Hotel and Casino am Las Vegas Strip erfolgreich und kam bei drei Turnieren der Variante No Limit Hold’em in die Geldränge. Im November 2010 gewann er das Main Event der Spanish Poker Tour in Lloret de Mar mit einer Siegprämie von 111.000 Euro. Mitte Februar 2012 sicherte er sich den Sieg beim Main Event der France Poker Series in Paris für knapp 250.000 Euro. Im Mai 2012 gewann Rettenmaier das Main Event der World Poker Tour (WPT) im Hotel Bellagio am Las Vegas Strip und erhielt sein bisher höchstes Preisgeld von rund 1,2 Millionen US-Dollar. Anfang August 2012 entschied er erneut ein WPT-Main-Event für sich und sicherte sich im nordzyprischen Kyrenia seinen zweiten WPT-Titel sowie eine Siegprämie von knapp 300.000 US-Dollar. Damit ist er der einzige deutschsprachige mehrfache WPT-Titelgewinner und der einzige Spieler überhaupt, der zwei WPT-Main-Events in Folge gewann. Auch aufgrund dieser Leistungen wurde der Deutsche vom Global Poker Index am Jahresende als Player of the Year 2012 ausgezeichnet und übernahm vom 31. Dezember 2012 bis 6. Januar 2013 erstmals für eine Woche die Führung der Pokerweltrangliste. Insgesamt führte er das Ranking in der Folge für 18 Wochen an, zuletzt im Oktober 2013. Mitte Dezember 2013 gewann er das High Roller der European Poker Tour in Prag für mehr als 350.000 Euro. Im August 2013 siegte Rettenmaier beim High Roller des bwin WPT Merit Cyprus Classic in Kyrenia für rund 180.000 US-Dollar. Mitte August 2016 gewann er das High Roller der Seminole Hard Rock Poker Open in Hollywood mit einer Siegprämie von knapp 800.000 US-Dollar. Ende August 2017 saß der Deutsche erneut am Finaltisch des WPT-Main-Events und belegte in Los Angeles den fünften Platz für ein Preisgeld von rund 120.000 US-Dollar. Im Januar 2019 erreichte er bei der PokerStars Players Championship auf den Bahamas den vierten Turniertag und schied dort auf dem mit 126.000 US-Dollar dotierten 27. Platz aus. Seine bis dato letzte Live-Geldplatzierung erzielte Rettenmaier im Februar 2020.

### Preisgeldübersicht
| Jahr   | Preisgeld (in $) | Turniersiege |
| ------ | ---------------- | ------------ |
| 2009   | 32.150           | 0            |
| 2010   | 510.362          | 3            |
| 2011   | 827.951          | 2            |
| 2012   | 2.503.018        | 4            |
| 2013   | 663.494          | 4            |
| 2014   | 342.272          | 0            |
| 2015   | 210.221          | 0            |
| 2016   | 1.191.040        | 1            |
| 2017   | 338.919          | 0            |
| 2018   | 255.417          | 1            |
| 2019   | 478.953          | 1            |
| 2020   | 86.120           | 0            |
| gesamt | 7.439.917        | 16           |